# Nicolaus Mercator
Pour les articles homonymes, voir Mercator.
Ne doit pas être confondu avec Gerardus Mercator.
Nicolaus Mercator (Eutin, 1620 - Versailles, 1687), aussi connu sous son nom allemand  Niklaus Kauffman, est un mathématicien allemand du XVIIe siècle.

## Élément de biographie
Il entre à l’université de Rostock en 1636 et obtient son diplôme en 1641. En 1642, il obtient un poste à l’université de Rostock. En 1648, il quitte Rostock pour l’université de Copenhague. En 1651, il publie des traités sur la géométrie sphérique, la géographie et l’astronomie : sphæricorum logarithmica, Cosmographia, et Astronomica sphærica.
En 1654, après la fermeture de l’université de Copenhague, on sait peu de choses sur ses activités mathématiques. On pense qu’il fait un séjour à Paris (1655-1657), puis s’installe en Angleterre, probablement invité par Cromwell. Il ne trouve pas de poste en université et gagne sa vie comme précepteur. Il continue ses recherches en astronomie, communique avec Ismaël Boulliau, John Pell et John Collins. Il publie en 1664 un traité sur la théorie des orbites elliptiques de Kepler : Hypothesis astronomica nova. Il invente un chronomètre de marine. Cette invention lui permet d’être admis à la Royal Society en 1666. De ses échanges épistolaires avec Newton naît en 1676 un traité d'astronomie en deux volumes, Institutiones astronomicæ.
En 1678, il publia Euclidis Elementa Geometrica à Londres, un résumé des Eléments d'Euclide.
Désespérant de trouver un poste de professeur à Londres, il retourne en France en 1682 et participe au projet de construction des fontaines du château de Versailles. Il meurt à Versailles en 1687.

## Activités mathématiques
Il est principalement connu pour ses études sur la fonction logarithmique, la publication des premières tables des logarithmes des fonctions trigonométriques — à l'ère du non électronique, les tables logarithmiques étaient les seuls outils de calculs performants pour la recherche de puissances, de produits, de racines carrés, de sinus, cosinus ou tangentes.
Il est aussi à l'origine du développement en séries de la fonction logarithme népérien qu'il est le premier à nommer logarithme naturel :
Série de Mercator : {\displaystyle \ln(1+x)=x-{\frac {1}{2}}x^{2}+{\frac {1}{3}}x^{3}-{\frac {1}{4}}x^{4}+\cdots }
publié en 1668 dans Logarithmotechnia.
D'Alembert le considère comme l'inventeur des suites infinies.